# Pahînea, Lanivți
Pahînea (în ucraineană Пахиня) este un sat în comuna Lopușne din raionul Lanivți, regiunea Ternopil, Ucraina.

## Demografie
Componența lingvistică a localității Pahînea
     Ucraineană (100%)
Conform recensământului din 2001, toată populația localității Pahînea era vorbitoare de ucraineană (100%).